# Schizobasis
Schizobasis es un género con cuatro especies de plantas herbáceas de la subfamilia de las escilóideas dentro de las asparagáceas. Es originario de  Etiopía hasta el sur de África.

## Taxonomía
El género fue descrito por John Gilbert Baker   y publicado en Journal of Botany, British and Foreign 11: 105. 1873.

## Especies
- Schizobasis angolensis Baker, Trans. Linn. Soc. London, Bot. 1: 255 (1878).
- Schizobasis cuscutoides (Burch. ex Baker) Benth. & Hook.f., Gen. Pl. 3: 786 (1883).
- Schizobasis gracilis R.E.Fr., Wiss. Erg. Schwed. Rhod.-Kongo Exped. 1: 227 (1916).
- Schizobasis intricata (Baker) Baker, J. Bot. 12: 368 (1874).